# Вилоу Вали (Аризона)
Вилоу Вали (енгл. Willow Valley) насељено је место без административног статуса у америчкој савезној држави Аризона.

## Демографија
По попису из 2010. године број становника је 1.062, што је 477 (81,5%) становника више него 2000. године.
| Група             | 2000.       | 2010.       |
| Белци             | 524 (89,6%) | 875 (82,4%) |
| Афроамериканци    | 1 (0,2%)    | 1 (0,1%)    |
| Азијати           | 2 (0,3%)    | 6 (0,6%)    |
| Хиспаноамериканци | 39 (6,7%)   | 110 (10,4%) |
| Укупно            | 585         | 1.062       |